# Jean-Michel Correia
Jean-Michel Correia est un acteur et réalisateur français né à Paris le 2 avril 1964.

## Biographie
Jean-Michel Correia a collaboré avec Jean-François Richet et Jacques Audiard en tant que conseiller technique pour les questions relatives à la prison avant de réaliser en 2014 Sous X, un premier long métrage largement autobiographique.

## Filmographie

### Acteur
- 2011 : La Planque d'Akim Isker : Paolo
- 2011 : Nuit blanche de Frédéric Jardin
- 2012 : De rouille et d'os de Jacques Audiard : Richard
- 2013 : Un nuage dans un verre d'eau de Srinath Samarasinghe : Bertrand
- 2013 : 11.6 de Philippe Godeau : Arbouche
- 2014 : Samba de Éric Toledano et Olivier Nakache : un agent de sécurité
- 2014 : De guerre lasse d'Olivier Panchot : Barouhane
- 2015 : Sous X (+ réalisateur)
- 2015 : Dheepan de Jacques Audiard : le facteur
- 2014 : Cannabis (série télévisée) : Yassine
- 2017 : Money de Gela Babluani : Didier
- 2018 : Joueurs de Marie Monge : Diako
- 2019 : Un si grand soleil (série télévisée) : Gimenez
- 2019 : Jusqu'ici tout va bien : Un des hommes de main de Bibiche
- 2024 : L'Heureuse Élue de Frank Bellocq : Ange
- 2025 : Bastion 36 d'Olivier Marchal : Karim

### Réalisateur
- 2015 : Sous X